# Diocesi di Sale
La diocesi di Sale (in latino Dioecesis Saliensis) è una sede della Chiesa cattolica in Australia suffraganea dell'arcidiocesi di Melbourne. Nel 2022 contava 131.769 battezzati su 613.742 abitanti. È retta dal vescovo Gregory Charles Bennet.

## Territorio
La diocesi comprende la parte orientale dello stato australiano di Victoria, a partire dai sobborghi orientali di Melbourne, fino al confine con il Nuovo Galles del Sud, includendo per intero la regione di Gippsland.
Sede vescovile è la città di Sale, dove si trova la cattedrale di Santa Maria.
Il territorio si estende su 44.441 km² ed è suddiviso in 26 parrocchie.

## Storia
La diocesi fu eretta il 10 maggio 1887 con il breve Ex debito pastoralis di papa Leone XIII, ricavandone il territorio dall'arcidiocesi di Melbourne.
Il 7 ottobre 1970, con la lettera apostolica Quam efficienter, papa Paolo VI ha proclamato la Beata Maria Vergine, venerata con il titolo del Perpetuo Soccorso, patrona principale della diocesi.

## Cronotassi dei vescovi
Si omettono i periodi di sede vacante non superiori ai 2 anni o non storicamente accertati.
- James Francis Corbett † (13 maggio 1887 - 29 maggio 1912 deceduto)
- Patrick Phelan † (2 novembre 1912 - 5 gennaio 1925 deceduto)
- Richard Ryan, C.M. † (10 marzo 1926 - 16 giugno 1957 deceduto)
- Patrick Francis Lyons † (16 giugno 1957 succeduto - 13 agosto 1967 deceduto)
- Arthur Francis Fox † (29 novembre 1967 - 25 febbraio 1981 ritirato)
- Joseph Eric D'Arcy † (25 febbraio 1981 - 24 ottobre 1988 nominato arcivescovo di Hobart)
- Jeremiah Joseph Coffey † (8 aprile 1989 - 2 gennaio 2008 ritirato)
- Christopher Charles Prowse (18 giugno 2009 - 12 settembre 2013 nominato arcivescovo di Canberra e Goulburn)
- Patrick Michael O'Regan (4 dicembre 2014 - 19 marzo 2020 nominato arcivescovo di Adelaide)
- Gregory Charles Bennet, dal 27 giugno 2020

## Statistiche
La diocesi nel 2022 su una popolazione di 613.742 persone contava 131.769 battezzati, corrispondenti al 21,5% del totale.
| anno | popolazione | popolazione | popolazione | presbiteri | presbiteri | presbiteri | presbiteri                | diaconi | religiosi | religiosi | parrocchie |
| anno | battezzati  | totale      | %           | numero     | secolari   | regolari   | battezzati per presbitero | diaconi | uomini    | donne     | parrocchie |
| ---- | ----------- | ----------- | ----------- | ---------- | ---------- | ---------- | ------------------------- | ------- | --------- | --------- | ---------- |
| 1950 | 15.000      | 74.000      | 20,3        | 28         | 26         | 2          | 535                       |         | 8         | 93        | 15         |
| 1966 | 42.946      | 147.000     | 29,2        | 45         | 41         | 4          | 954                       |         | 20        | 160       | 28         |
| 1968 | 45.468      | 177.842     | 25,6        | 47         | 43         | 4          | 967                       |         | 23        | 155       | 27         |
| 1980 | 54.559      | 225.000     | 24,2        | 46         | 40         | 6          | 1.186                     |         | 25        | 105       | 29         |
| 1990 | 71.300      | 320.400     | 22,3        | 44         | 38         | 6          | 1.620                     |         | 19        | 75        | 29         |
| 1999 | 82.546      | 334.349     | 24,7        | 41         | 32         | 9          | 2.013                     | 1       | 16        | 42        | 28         |
| 2000 | 82.546      | 334.349     | 24,7        | 38         | 30         | 8          | 2.172                     | 1       | 16        | 45        | 27         |
| 2001 | 82.546      | 334.349     | 24,7        | 41         | 31         | 10         | 2.013                     | 2       | 19        | 43        | 27         |
| 2002 | 82.546      | 334.349     | 24,7        | 39         | 31         | 8          | 2.116                     | 2       | 16        | 37        | 27         |
| 2003 | 82.546      | 334.349     | 24,7        | 39         | 31         | 8          | 2.116                     | 2       | 16        | 32        | 27         |
| 2004 | 92.746      | 372.979     | 24,9        | 40         | 33         | 7          | 2.318                     | 3       | 16        | 30        | 25         |
| 2010 | 96.000      | 386.000     | 24,9        | 43         | 32         | 11         | 2.232                     | 5       | 18        | 19        | 26         |
| 2014 | 122.000     | 499.000     | 24,4        | 39         | 30         | 9          | 3.128                     | 5       | 14        | 19        | 27         |
| 2017 | 127.100     | 510.000     | 24,9        | 37         | 30         | 7          | 3.435                     | 5       | 10        | 14        | 27         |
| 2020 | 126.256     | 581.556     | 21,7        | 39         | 31         | 8          | 3.237                     | 5       | 8         | 10        | 27         |
| 2022 | 131.769     | 613.742     | 21,5        | 40         | 30         | 10         | 3.294                     | 5       | 10        | 6         | 26         |